# Tour dei British and Irish Lions 1989
Nel 1989 i British Lions, selezione di rugby a 15 delle Isole britanniche, visitarono l'Australia per la prima volta dal 1966.
Malgrado la sconfitta nel primo test, i Lions conquistarono la serie per 2 vittorie a 1. Capitano era Finlay Calder.
La squadra era affidata allo scozzese Ian McGeechan e al vice inglese Roger Uttey, CT delle rispettive nazionali, che all'epoca erano le più forti tra le quattro britanniche.
La squadra riuscì anche nell'impresa di non perdere nessuno dei 9 incontri, non considerati come "test match", contro selezioni minori o statali.

## La squadra

### Tre-quarti
- Rob Andrew (Wasps e Inghilterra)
- Gary Armstrong (Jedforest e Scozia)
- Craig Chalmers (Melrose e Scozia)
- Tony Clement (Swansea e Galles)
- Paul Dean (St Mary's College e Irlanda)
- John Devereux (Bridgend e Galles)
- Peter Dods (Gala e Scozia)
- Ieuan Evans (Llanelli e Galles)
- Jerry Guscott (Bath e Inghilterra)
- Mike Hall (Bridgend e Galles)
- Gavin Hastings (London Scottish e Scozia)
- Scott Hastings (Watsonians e Scozia)
- Robert Jones (Swansea e Galles)
- Brendan Mullin (London Irish e Irlanda)
- Chris Oti (Wasps e Inghilterra)
- Rory Underwood (Leicester e RAF e Inghilterra)

### Avanti
- Paul Ackford (Harlequins e Inghilterra)
- Finlay Calder (cap.) (Stewart's Melville FP e Scozia)
- Gareth Chilcott (Bath e Inghilterra)
- Wade Dooley (Preston Grasshoppers e Inghilterra)
- Mike Griffiths (Bridgend e Galles)
- John Jeffrey (Kelso e Scozia)
- Donal Lenihan (Cork Constitution e Irlanda)
- Brian Moore (Nottingham e Inghilterra)
- Robert Norster (Cardiff e Galles)
- Dean Richards (Leicester e Inghilterra)
- Andy Robinson (Bath e Inghilterra)
- Steve Smith (Ballymena e Irlanda)
- David Sole (Edinburgh Academicals e Scozia)
- Mike Teague (Gloucester e Inghilterra)
- Derek White (London Scottish e Scozia)
- Dai Young (Cardiff e Galles)

## Bilancio (tra parentesi i test match)
- Giocate: 12 (3)
- Vinte: 11 (2)
- Perse: 1 (1)
- Punti fatti: 360 (50)
- Punti subiti: 192 (60)

## Risultati

### Itest match
| Arbitro: | Keith Lawrence |

|                               |      |                          |
| Walker Gourley Maguire Martin | mt   |                          |
| Lynagh (4)                    | tr   |                          |
| Lynagh                        | c.p. | G. Hastings (2) Chalmers |
| Lynagh                        | drop | Chalmers                 |

| Arbitro: | René Hourquet |

|            |      |                     |
| Martin     | mt   | G. Hastings Guscott |
| Lynagh     | tr   | Andrew              |
| Lynagh (2) | c.p. | G. Hastings Andrew  |
|            | drop | Andrew              |

| Arbitro: | René Hourquet |

|             |      |                 |
| I. Williams | mt   | I. Evans        |
| Lynagh      | tr   |                 |
| Lynagh (4)  | c.p. | G. Hastings (5) |

### Gli altri incontri
| Arbitro: | Peter Mc Philips |

|  |    |                                                                 |
|  | mt | Mullin (3) R. Underwood (2) I. Evans D. White Moore S. Hastings |
|  | tr | Dods (4)                                                        |

| Arbitro: | Flip v.e. Westhuizen |

|                               |      |                       |
| Knox Niuquila Tuynman tecnica | mt   | Jeffrey (2) Armstrong |
| Knox                          | tr   | G. Hastings           |
|                               | c.p. | G. Hastings (3)       |

| Arbitro: | Sandy MacNeill |

|            |      |                 |
| Jones      | mt   |                 |
| Lynagh (5) | c.p. | G. Hastings (3) |
|            | drop | Chalmers (2)    |

| Arbitro: | M. Powell |

|        |      |                              |
|        | mt   | Oti Smith Dooley A. Robinson |
|        | tr   | Andrew (4)                   |
| Palm 2 | c.p. | Dods                         |

| Arbitro: | Colin Waldron |

|             |      |                     |
| Roebuck     | mt   | G. Hastings Norster |
| Roebuck     | tr   |                     |
| Roebuck (5) | c.p. | G. Hastings (2)     |
|             | drop | Chalmers (3)        |

| Arbitro: | Brian Kinsey |

|               |      |                                                      |
| B. Burke (2)  | mt   | Hall (2) R. Underwood (2) S. Hastings Armstrong Sole |
| Patterson     | tr   | Dods (4)                                             |
| Patterson (3) | c.p. | Dods                                                 |

| Arbitro: | Barry Leask |

|                  |      |                                           |
| Alchin (2) Doyle | mt   | G. Hastings Hall Dooley Armstrong tecnica |
| Pini (2)         | tr   | Dods (3)                                  |
| Pini (3)         | c.p. | Dods (5)                                  |

| Arbitro: | D. Kennedy |

|  |    |                                                                                            |
|  | mt | Mullin (3) Armstrong (2) Devereux Jeffrey Chalmers Chilcott A. Robinson Clement Dods Smith |
|  | tr | Dods (8)                                                                                   |

| Arbitro: | Kerry Fitzgerald |

|             |      |                      |
| I. Williams | mt   | Mullin Devereux      |
| I. Williams | tr   | G. Hastings          |
| Lynagh (3)  | c.p. | G. Hastings          |
|             | drop | G. Hastings Chalmers |